# Trea Dobbs
Trea Dobbs, artiestennaam van Trea van der Schoot (Eindhoven, 4 april 1947), is een Nederlandse zangeres en tekstschrijfster. Ze is vooral bekend van haar hit Ploem ploem jenka (1965).

## Biografie
Dobbs groeide op in Eindhoven. Samen met vriendin Annelies de Graaf, ook als zangeres actief, liep ze vele talentenjachten af. In 1962 werd ze als vijftienjarige vierde bij het Cabaret der Onbekenden. Het jaar daarop werd ze eerste en kreeg ze een platencontract bij Phonogram. Enkele andere artiesten die doorbraken dankzij deze talentenjacht zijn Anneke Grönloh (1959), Armand (1965) en Lenny Kuhr (1967).
Na haar overwinning mocht ze haar eerste singletje opnemen, maar Casanova bacia mi haalde de hitlijsten niet. Haar derde single Parel van de Zuidzee lukte dat wel en dit nummer stond in 1964 twee weken op plaats 50 in de Hitwezen Top 50. In dat jaar werd ze ontdekt door Caterina Valente en nam ze drie Duitstalige singles op. Omdat ‘Van der Schoot’ in het Duits moeilijk uit te spreken is, veranderde Phonogram haar achternaam op advies van Valente in Dobbs (volgens Valente naar een clown uit een oud circus-geslacht). In 1964 maakte ze tevens deel uit van de Nederlandse ploeg die het songfestival van Knokke won.
Een jaar later kwam Dobbs' versie van You've Lost That Lovin' Feelin' tot plaats 8 in de Top 40. Rond dezelfde tijd stond ze ook hoog genoteerd met Ploem ploem jenka,  waarmee ze in 1965 deelnam aan het Nationaal Songfestival. Het was een variatie op de jenka-dans die dat jaar enorm populair was. Dobbs eindigde op de derde plaats, achter Conny Vandenbos en Ronnie Tober. Hoewel ze niet naar het Songfestival ging, scoorde ze wel een hit en het nummer groeide uit tot een Nederlandse evergreen. De sterrenstatus leverde haar ook de tv-show Licht op Trea op. In 1965 kwam ook het album De songwereld van Trea uit. Aan het eind van het jaar had ze haar laatste top 40-hit Marmer, steen en staal vergaan, een vertaling van Drafi Deutschers Marmor, Stein und Eisen bricht. Samen met Rob de Nijs, Ria Valk en Marijke Merckens trad ze ook op ook in de tv-show TV-magazine, waarin ze naast humoristische liedjes ook Engels materiaal zong. Een aantal nummers uit het programma werd vastgelegd op de lp TV Magazine 1965 op het Decca-label, een van de eerste Nederlandse lp's in stereo.

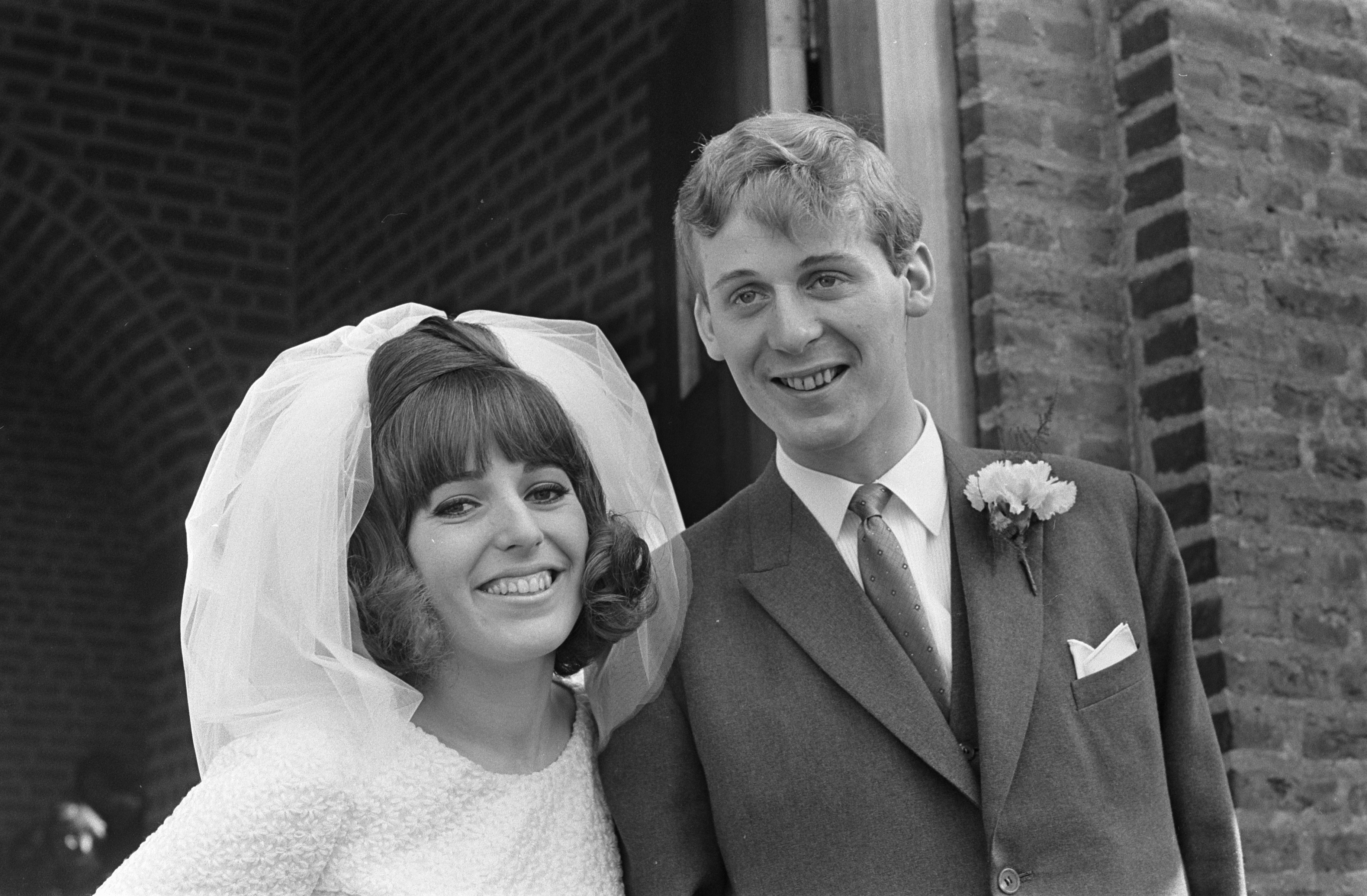
Huwelijk op 16 maart 1967 met Harry van Hoof

Op 16 maart 1967 trouwde Dobbs met dirigent en componist Harry van Hoof. Door concurrentie van beatgroepen liep de verkoop van haar platen achteruit, al bleef ze singles maken. Tot een tweede album kwam het echter niet meer. Door de toenemende werkdruk stortte ze in tijdens een voorstelling van de Sleeswijk Revue en kort daarna stopte ze met zingen. Later vertelde ze daarover dat haar carrière niet "als een nachtkaars" was uitgegaan, maar "het was in één keer afgelopen".
Na een paar jaar eindigde haar huwelijk met Van Hoof. Ze begon een kledingzaak in Maarheeze, die na een aantal jaren failliet ging. In 1981 pakte ze zangcarrière weer op met de single Laat het niet verder meer gaan. Pogingen tot een comeback in de vroege jaren tachtig mislukten. Alleen de single ’n Kus van u meneer die in 1986 de tipparade haalde, werd een evergreen in de gayscene. Haar tweede huwelijk met Theo Walraven, in 1982, hield geen stand. Op haar laatste single uit 1999 zong ze samen met Ome Henk een moderne versie van de Ploem ploem jenka, die onopgemerkt bleef.
Daarna hield Dobbs zich bezig met onder meer teksten schrijven en het coachen van beginnende artiesten. Optreden of platen maken doet ze niet meer. "Dat wil ik mijn publiek niet meer aandoen", verklaarde Trea begin 2008 in het Theater van het sentiment. "Mijn stem heeft te veel te lijden gehad van het vele roken dat ik deed, en daardoor kan ik niet meer neerzetten wat ik vroeger van mezelf gewend was. Daarom ben ik met zingen gestopt".
In 2011 verscheen een dvd met daarop een drietal bewaard gebleven Rob de Nijs-shows van de VARA uit de jaren zestig. In de shows TV Magazine was Trea Dobbs ook te zien, naast Ria Valk en Marijke Merckens.
In de zomer van 2014 was Dobbs een van de Krasse Knarren in het gelijknamige programma van Omroep MAX. Samen met Hans van der Togt, Ad van de Gein, Kitty Knappert en Eric Schneider verbleef ze een aantal dagen in een huis dat helemaal in jaren zeventig-stijl is herschapen.

## Discografie

### Singles
| Single met hitnotering(en) in oude hitlijsten | Datum van verschijnen | Datum van binnenkomst | Hoogste positie | Aantal maanden | Opmerkingen | Bron            |
| --------------------------------------------- | --------------------- | --------------------- | --------------- | -------------- | ----------- | --------------- |
| Parel van de Zuidzee                          |                       | 8-8-1964              | 50              | 2              |             | Hitwezen Top 50 |
| Ik vraag het aan de sterren                   |                       | 31-10-1964            | 45              | 6              |             | Hitwezen Top 50 |
| Secret love                                   |                       | 28-11-1964            | 36              | 4              |             | Hitwezen Top 50 |

| Single met eventuele hitnotering(en) in de Nederlandse Top 40 | Datum van verschijnen | Datum van binnenkomst | Hoogste positie | Aantal weken | Opmerkingen                                                |
| ------------------------------------------------------------- | --------------------- | --------------------- | --------------- | ------------ | ---------------------------------------------------------- |
| Ik vraag het aan de sterren                                   |                       | 9-1-1965              | 32              | 1            |                                                            |
| You've lost that lovin' feelin'                               |                       | 20-2-1965             | 8               | 7            |                                                            |
| Ploem ploem jenka                                             |                       | 6-3-1965              | 8               | 15           |                                                            |
| Calling the stars 1 & 2                                       |                       | 1965                  |                 |              | Met Rob de Nijs en The Lords, Ria Valk en Marijke Merckens |
| Marmer, steen en staal vergaan                                |                       | 11-12-1965            | 7               | 18           |                                                            |
| Was jij maar in Lutjebroek gebleven                           |                       | 9-11-1968             | tip             |              |                                                            |
| 'n Kus van u meneer                                           |                       | 24-5-1986             | tip             |              |                                                            |